# Cilincing (kelurahan)
Cilincing is een kelurahan van het gelijknamige onderdistrict Cilincing in het noorden van de provincie Jakarta, Indonesië. De plaats telt 43.217 inwoners (volkstelling 2010) en is 831,25 hectare groot.